# Hardthauser See
Der Hardthauser See ist ein See im Lauf des Weiherbachs in der zentralen Stadtteilgemarkung von Rottweil im baden-württembergischen Landkreis Rottweil.

## Lage und Beschreibung
Der Hardthauser See liegt im Unterraum Prim-Albvorland des Westlichen Albvorlandes etwa 4,5 km ostnordöstlich der Rottweiler Stadtmitte, zwischen dem namengebenden Dorf des Stadtteils Neukirch und dem Einzelhof Hardthaus zusammen mit diesem in einer östlichen Ausbuchtung des zentralen Stadtteils. Naturräumlich gesehen gehört er zum Unterraum Prim-Albvorland des Westlichen Albvorlandes. Im Untergrund liegen holozäne Auenlehme, die dem an den Hängen ausstreichenden Gipskeuper (Grabfeld-Formation) aufgelagert sind.
Der See wird von Ost nach West vom Weiherbach durchzogen, der unter dem Oberlaufnamen Vollochbach einfließt und unter dem Mittellaufnamen Hochbach wieder ausfließt. Der Bach verlässt zwischen den Hanggewannen Engelsburg im Norden und Linsenberg gleich nach dem Seeausfluss das Waldgebiet an seinem Oberlauf in das Wiesengewann Oberer Weiher hinaus, die beiderseitigen Höhenrücken des Waldtales steigen bis auf etwas über 730 m ü. NHN. Der Vollochbach mäandriert stark und durchläuft kurz vor dem Einfluss in den See eine Schilfröhricht-Fläche, der ausfließende Hochbach ist dagegen stark begradigt. Am rechten Hangfuß passiert die eben von Neukirch ins Tal abgestiegene Bundesstraße 27 den See, der dort fast die ganze Breite des Talgrundes bedeckt.
Der See hat eine Fläche von etwa 2,5 ha, ist etwa 250 Meter lang und 140 Meter breit, er hat ein Einzugsgebiet von etwa 4,6 km², sein Spiegel liegt auf einer Höhe von 601,1 m ü. NHN.

### LUBW
Amtliche Online-Gewässerkarte mit passendem Ausschnitt und den hier benutzten Layern: Hollersee und Umgebung

Allgemeiner Einstieg ohne Voreinstellungen und Layer: Daten- und Kartendienst der Landesanstalt für Umwelt Baden-Württemberg (LUBW) (Hinweise)
1. ↑  Seefläche nach dem Layer Stehende Gewässer.
2. 1 2  Dimensionen abgemessen auf dem Hintergrundlayer Topographische Karte.
3. ↑  Einzugsgebiet abgemessen auf dem Hintergrundlayer Topographische Karte.
4. ↑  Höhe nach dem Höhenlinienbild auf dem Hintergrundlayer Topographische Karte.

### Andere Belege
1. ↑  Seehöhe nach blauer Beschriftung auf: Geoportal Baden-Württemberg (Hinweise)
2. ↑  Friedrich Huttenlocher: Geographische Landesaufnahme: Die naturräumlichen Einheiten auf Blatt 178 Sigmaringen. Bundesanstalt für Landeskunde, Bad Godesberg 1959. → Online-Karte (PDF; 4,3 MB)
3. ↑  Geologie nach den Layern zu Geologische Karte 1:50.000 auf: Mapserver des Landesamtes für Geologie, Rohstoffe und Bergbau (LGRB) (Hinweise)